# Det går ett tyst och tåligt lamm
Det går ett tyst och tåligt lamm (tyska: Ein Lämmlein geht und trägt die Schuld) är en passionspsalm av Paul Gerhardt från 1647 som översattes av Carl David af Wirsén 1889 och senare bearbetades av Johan Alfred Eklund 1910. 
Melodin är en tonsättning från Strassburg, 1525 eller 1526, som enligt Koralbok för Nya psalmer, 1921 även används till psalmen När värld och vänner lämna dig (1819 nr 242) och psalmen kan också sjungas till melodin för psalmen Med hastat lopp och dunkelt sken (1819 nr 404). Psalmen finns också i 1697 års psalmbok till nr 102 Hvid the älver i Babylon
Eklunds texter blev fria för publicering 2015.

## Publicerad som
- Nr 518 i Nya psalmer 1921, tillägget till 1819 års psalmbok under rubriken "Kyrkans högtider: Passionstiden".
- Nr 79 i 1937 års psalmbok under rubriken "Passionstiden".
- Nr 439 i 1986 års psalmbok under rubriken "Fastan".
- Nr 65 i Finlandssvenska psalmboken 1986 med titelraden "Där går ett lamm och stilla bär" under rubriken "Fastetiden".
- Nr 150 i Lova Herren 1988 under rubriken "Fastan".